# Trilochan Singh
Trilochan Singh  (Lahore, 12 de febrero de 1923 - Ambala, 24 de abril de 2008)  fue un jugador de hockey sobre hierba indio. Hussain ganó la medalla de oro por India en los Juegos Olímpicos de Londres 1948.
Estudió en el Dyal Singh College de Lahore. De 1948 a 1956 fue miembro del equipo nacional del Panjab. Desde 1949 trabajó en el cuerpo de policía del Punjab. En 1981, al jubilarse, era superintendente de policía en Haryana.